# Бодрвил (Манш)
Бодревил (фр. Baudreville) насеље је и општина у северној Француској у региону Доња Нормандија, у департману Манш која припада префектури Кутанс.
По подацима из 2011. године у општини је живело 86 становника, а густина насељености је износила 18,42 становника/km². Општина се простире на површини од 4,67 km². Налази се на средњој надморској висини од 52 метара (максималној 41 m, а минималној 7 m).

## Демографија
| 1962. | 1968. | 1975. | 1982. | 1990. | 1999. | 2011. |
| ----- | ----- | ----- | ----- | ----- | ----- | ----- |
| 104   | 129   | 126   | 92    | 78    | 84    | 86    |

График промене броја становника у току последњих година